# Олга Корбут
Олга Валентинова Корбут (на беларуски: Вольга Валянцінаўна Корбут) е беларуска съветска състезателка по спортна гимнастика, четирикратна олимпийска шампионка (1972, 1976), американска треньорка по спортна гимнастика. Родена е в Гродно, Белоруска ССР на 16 май 1955 г.
През 1972 г. на летните олимпийски игри в Мюнхен печели 3 златни медала, като завладява публиката с емоционалността си и с изключително сложните и нови акробатични салта, първа изпълнява уникалния гимнастически елемент на успоредка „Клуп на Корбут“ („Петля Корбут“, Korbut Flip). През 1976 г. на олимпийските игри в Монреал отстъпва пред изгряващата звезда на Надя Команечи.
По биографията на Олга Корбут през 1974 г. в киностудия „Мосфилм“, Москва е създаден игралният филм „Чудо с плитчици“ („Чудо с косичками“), в който тя сама изпълнява спортните упражнения (в главната роля е Ирина Мазуркевич).
През 1977 г. се отказва от състезателен спорт, същата година завършва специалност „Треньор-преподавател“ в Гродненския педагогически университет. Омъжва се през 1978 г. за известния певец Леонид Борткевич от група „Песняри“ („Песняры́“), ражда се синът им Ричард (1979), емигрират в САЩ (1991), разделят се през 2000 г. Олга Корбут работи в САЩ като треньорка, има американско гражданство, живее в Скотсдейл, Аризона.